# Hárpiaformák
A hárpiaformák (Harpiinae) a madarak osztályának a vágómadár-alakúak (Accipitriformes) rendjébe és a vágómadárfélék (Accipitridae) családjába tartozó alcsalád.
Ezen alcsalád képviselőit korábban az ölyvformák (Buteoninae) alcsaládjába sorolták, amely az egyik legnagyobb és legösszetettebb alcsaládja volt a vágómadárféléknek, de a közelmúltban lezajlott DNS-vizsgálatok bebizonyították, hogy súlyosan polifiletikus és parafiletikus csoport, így sok nemet és fajt leválasztottak belőle.
Az ebbe az alcsaládba sorolt három faj közeli rokona egymásnak és közel azonos típusú élőhelyeken élnek. A Fülöp-szigeteken endemikus majomevő sast (Pithecophaga jeffreyi) is közeli rokonuknak tartották (elsősorban morfológiai és ökológiai jellemzők alapján), de kiderült, hogy az inkább a kígyászölyvformák alcsaládjába sorolt fajokkal áll közelebbi rokonságban, így az ölyvformák felbontásakor az a  faj oda került.

## Rendszerezés
A családhoz az alábbi 3 nem és 3 faj tartozik:
- Morphnus  (Dumont, 1816) – 1 faj 
  - karvalysas (Morphnus guianensis)

- Harpia  (Vieillot, 1816) – 1 faj
  - hárpia (Harpia harpyja)

- Harpyopsis  (Salvadori, 1875) – 1 faj 
  - dzsungelsas (Harpyopsis novaeguineae)

- Macheiramphus  (Bonaparte, 1850) – 1 faj 
  - denevérkuhi (Macheiramphus alcinus)